# Кавалья
Кавалья (італ. Cavaglià, п'єм. Cavajà) — муніципалітет в Італії, у регіоні П'ємонт,  провінція Б'єлла.
Кавалья розташована на відстані близько 530 км на північний захід від Рима, 50 км на північний схід від Турина, 19 км на південь від Б'єлли.
Населення — 3541 особа (2014).
Покровитель — святий Архангел Михаїл.

## Демографія
Населення за роками:

Станом на 1 січня 2023 року в муніципалітеті офіційно проживало 317 іноземців з 40 країн, серед них 110 громадян країн Євросоюзу та 14 громадян України.

## Сусідні муніципалітети
- Аліче-Кастелло
- Каризіо
- Дорцано
- Ропполо
- Салуссола
- Сантія